# Muntpoort (Brugge)
De Muntpoort is een straat in Brugge.

## Beschrijving
Van het Muntatelier liep een gedeelte naar de Geldmuntstraat door een poort. De verbouwing in 1563 leverde een merkwaardig gewelf op, dat nog steeds aanwezig en zichtbaar is. Deze korte straat werd voor de huisnummering meegenomen met de Muntplaats en kreeg dan ook die naam.
Maar in 1960 ging het stadsbestuur in op de vraag van de Belgische Touring Club (die daar een kantoor had) om de naam voor het korte straatgedeelte te wijzigen in Muntpoort.
De straat loopt van de Geldmuntstraat naar het Muntplein.

## Literatuur

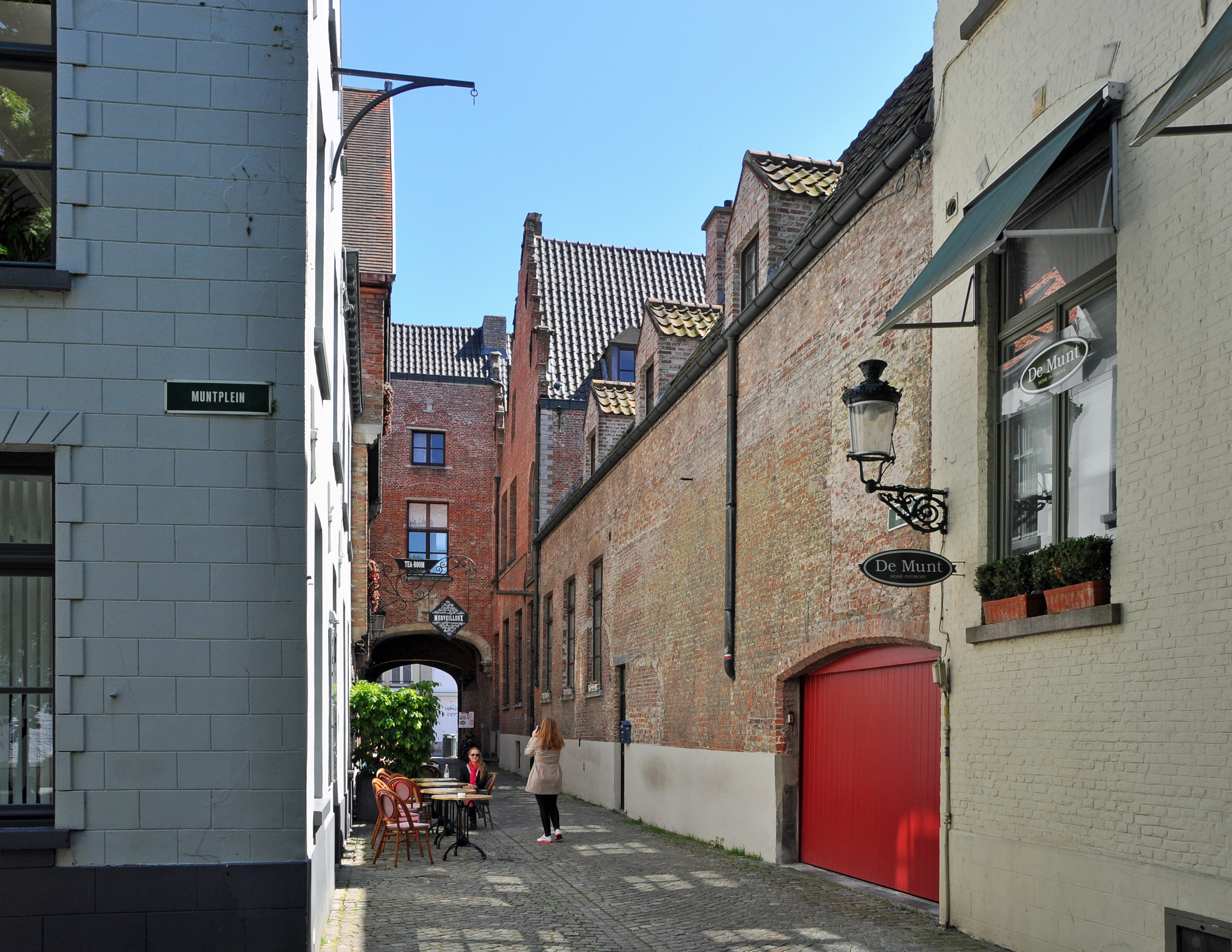
De Muntpoort, gezien vanaf het Muntplein